# Odontostoechus lethostigmus
Odontostoechus lethostigmus és una espècie de peix de la família dels caràcids i de l'ordre dels caraciformes.

## Morfologia
- Els mascles poden assolir 6,7 cm de llargària total.[4]

## Hàbitat
Viu en zones de clima subtropical.

## Distribució geogràfica
Es troba a Sud-amèrica: conques dels rius Maquiné, Tres Forquilhas i Mapituba al sud del Brasil.